# Гражданские союзы в Новой Зеландии

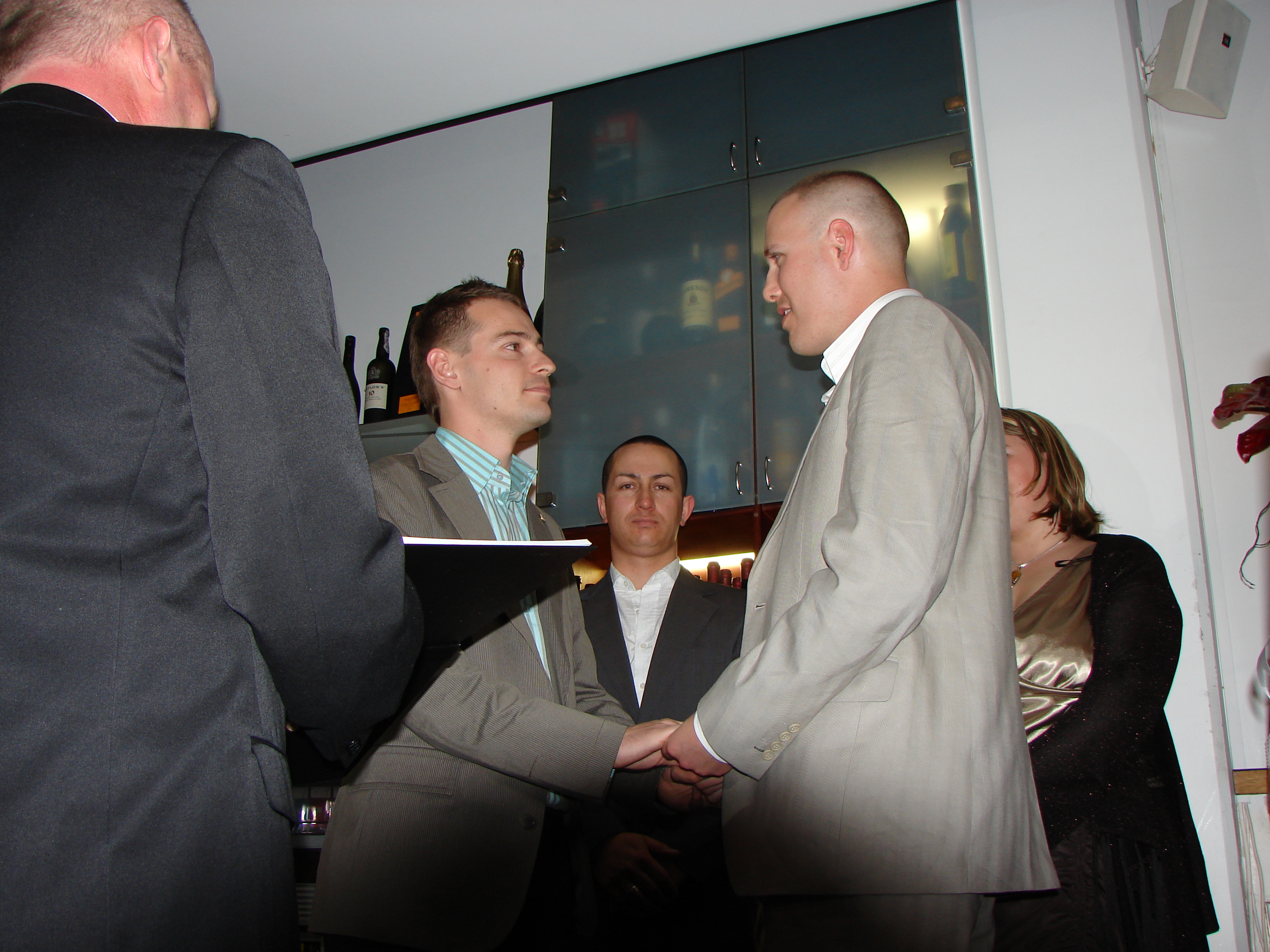
Заключение однополого гражданского союза в Новой Зеландии.

Гражданские союзы (англ. Civil Union) легализованы в Новой Зеландии с 26 апреля 2005 года. Закон был одобрен парламентом страны 9 декабря 2004 года (65 голосов «за» и 55 — «против») и распространяется на все пары (как однополые так и разнополые), не имеющие права вступления в брак.
Лица, вступившие в гражданский союз, наделяются всем перечнем прав и обязанностей, которыми обладают обычные супруги, за исключением права на совместное усыновление детей. Однако, один из партнёров может усыновить ребёнка самостоятельно.